# ヴォルフガング・シュトラウス
ヴォルフガング・シュトラウス（Wolfgang Strauß、1927年7月22日 - 2018年4月5日）は、ドイツの作曲家、指揮者。

## 経歴
ドレスデンの生まれ。アビトゥーアの後、ドレスデン・カール・マリア・フォン・ウェーバー音楽大学のフィデリオ・フリードリヒ・フィンケらの下で作曲を学び、学位を取得した。1951年にライプツィヒ歌劇場のコレペティトールとして活動を開始し、1955年から1958年までシュテンダールの劇場でカペルマイスターとなった。1960年から1979年までドイツの放送局で、シリアスな音楽の作曲家兼プロデューサーとして活動。1980年から1992年まで母校で作曲を教えた。
ドレスデンにて90歳で亡くなった。

## 主要作品
- 交響曲第1番
- 交響曲第2番
- 交響曲第3番
- 交響曲第4番
- 交響曲第5番
- 小交響曲 ハ長調
- 協奏的変奏曲
- 管弦楽のための協奏曲《ヘクサグラム》
- ピアノと小オーケストラのためのコンチェルティーノ
- ヴァイオリン協奏曲第2番
- ヴィオラとオーケストラのための舞踏的変奏曲

## 受賞歴
- 1969年: ハンス・アイスラー賞
- 1974年: ドイツ民主共和国芸術賞
- 1988年: マルティン・アンデルセン ネクセ芸術賞